# منكاورع
منكاورع (ينطق بالعربية نطقاً غير دقيق: منقرع ولكن النطق المصري الأدق "مِنْ كاو رَع")، هو ملك مصري من الأسرة الرابعة خلال عصر الدولة القديمة. ابن الملك خعفرع، ملكا مصر. واسمه يعني: «فلتبقى هيئته مثل رع». تزوج من الأميرة خع مرر نپتي الثانية. عثر في المعبد الجنائزى لـ منكاورع على سكين من حجر الصوان منقوش عليه اسم والدة الملك وتدعى خع مررنپتي الأولى، فيما يشير إلى أن خعفرع وهذه الملكة هما والدا منكاورع. ويعتقد أن منكاورع كان لديه زوجتان•

## عائلته
الملكة خعمررنبتي الثانية وهي ابنة خعمررنبتي الأولى ووالدة ابن الملك الذي يدعى خو إن رع. موقع قبر خو إن رع يدل على إنه ابن منكاورع، ويدل على أن والدته هي زوجة الملك.
- الملكة رخيت رع تعرف على أنها ابنة خعفرع وأن أكثر الشخصيات المرشحة كزوج لها هو منكاورع.

و لا يوجد أطفال كثر يعتقد أنهم أبناء منكاورع:
- خو إن رع أو خونرع: هو ابن الملكة خعمررنبتي الثانية. هو الابن الأكبر للملك من كاو رع الذي توفى قبل والده ولذلك لم يصعد إلى العرش في حين أن الابن الأصغر شبسسكاف تلى والده على العرش.
- شبسسكاف: هو الحاكم التالى لمنكاورع والذي من المحتمل أن يكون ابنه.
- سخم رع: وجد له تمثال ومن المرجح أن يكون ابنا لمنكاورع.
- ابنة توفيت في بداية سن البلوغ ذكرها هيرودوت.
- خنت كاوس: ابنة محتملة للملك من كاو رع.

و تضمن كذلك البلاط الملكى أخوة غير أشقاء للملك منكاورع. شغل الأخوة نب إم أخت ودوا إن رع ونيكاورع وإيون مين منصب وزير أثناء حكم أخوهم. بينما الأخ سخم كارع ربما يكون أصغر سنا وأصبح وزيرا بعد وفاة منكاورع.

## حكمه

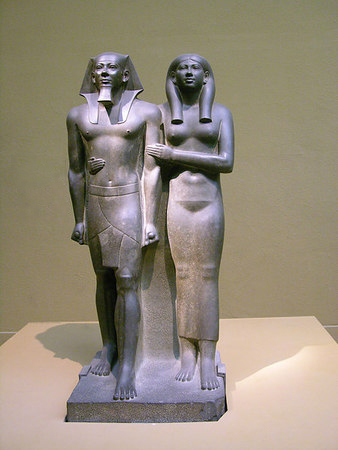
من كاو رع وزوجته الملكة خعمررنبتي الثانية، متحف بوسطن للفنون الجميلة

بعض الكتاب يضعون تاريخ حكمه بين عامي 2532 ق.م. و 2504 ق.م، أي 28 سنة، إلا أن بردية تورين تقول أنه حكم لمدة 18 عامًا، وهو الأقرب للصحة إذا ما أخذنا في الاعتبار العديد من التماثيل غير المكتملة له. بنى ثالث أكبر هرم في الجيزة وبنى هرمه بجوار هرمي جده وأبيه، خوفو وخفرع، ويبلغ ارتفاع هرمه 66 مترًا تقريبًا، وكان عهده أكثر حرية من ابيه وجده، حيث مارس الشعب شعائره الدينية بحرية لم يعهدها من قبل.

## هرم منكاورع
بنى الملك منكاورع الهرم الأصغر بين الثلاثة أهرامات الكبرى في الجيزة. ويبلغ ضلعي قاعدته 102,2 متر في 104,6 متر وارتفاعه 65,55 متراً، وهو أصغر كثيرا عن هرمي خوفو وخفرع. المادة الأساسية في بنائه كانت من الحجر الجيري التي استخرجت من محاجر بالقرب من مكان البناء، ولكن طلب منقرع من مهندسيه أن يبنوا الجزء السفلي الخارجي من حجر الجرانيت الوردي . وعمل المهندسون على إحضار أحجار الجرانيت الرملي من أسوان وتم نقلها على النيل حتى الجيزة. وتم تغطية هرم منقرع بأحجار الجرانيت الوردي إلى ارتفاع 15 متر، وما فوقها فكان من الحجر الجيري الأبيض الذي أتوا به من طره، على الضفة الشرقية من النيل.
يهبط من شمال الهرم سرداب مائل إلى حجرة أولية تحت ارضية الهرم. ويمتد منها سرداب آخر مائلا إلى أعلي وينتهي تحت أرضية الهرم مباشرة وينتهي بحائط. ويبدو أن هذا السرداب كان مخططا له أصلا أن يمتد داخل الهرم. بنيت حجرة التابوت أسفل من الحجرة الأولية. وعثر فيها على تابوت من الجرانيت تبلغ مقاييسه 2,43 × 0,94 × 0,88 متر. وكان التابوت مزينا - على عكس تابوتي خوفو وخفرع اللذان كانا بسيطان من دون زينة - إذ حفر على أوجهه تابوت منقرع شكل مدخل القصر.
كان من المفروض نقل التابوت إلى بريطانيا في عام 1838، ولكنه لم يصل، إذ اعترضت عاصفة السفينة الناقلة وأغرقتها.

## مجمع الهرم
يطلق على المجموعة الهرمية لمنكاورع اسم نتر إن منكاورع والتي تعنى «منكاو رع مقدس» وهو أصغر أهرامات الجيزة الثلاث. توجد ثلاثة أهرامات تابعة لهرم منقرع. من المرجح أن تكون هذه الأهرامات خاصة بملكات خفرع. ربما دفنت الملكة خعمررنبتي في إحدى هذه الأهرامات.

## معرض الصور

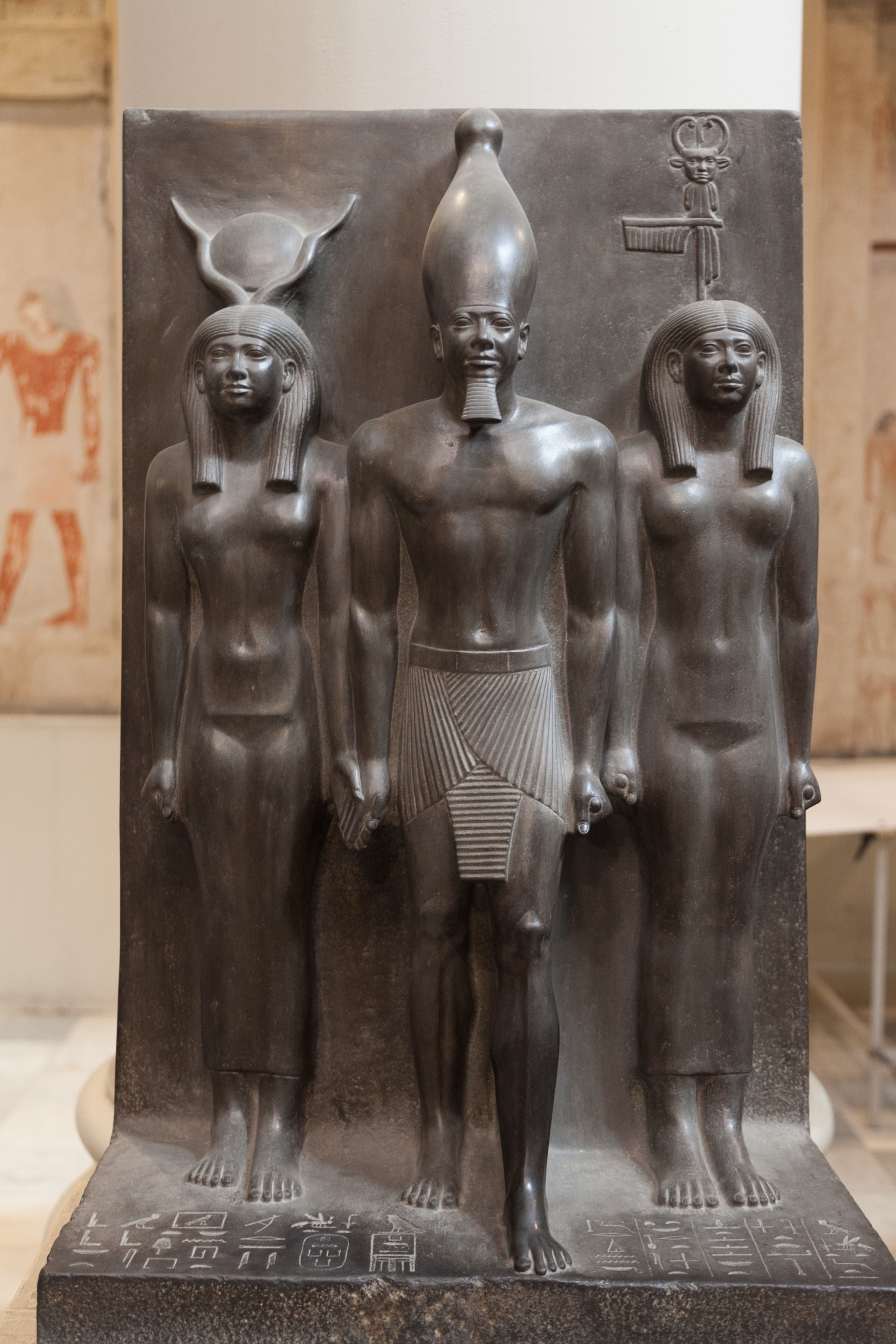
تمثال لمنقرع بجانب المعبودة حتحور (يسار) والمعبودة بات (يمين) في متحف الفنون الجميلة في بوسطن
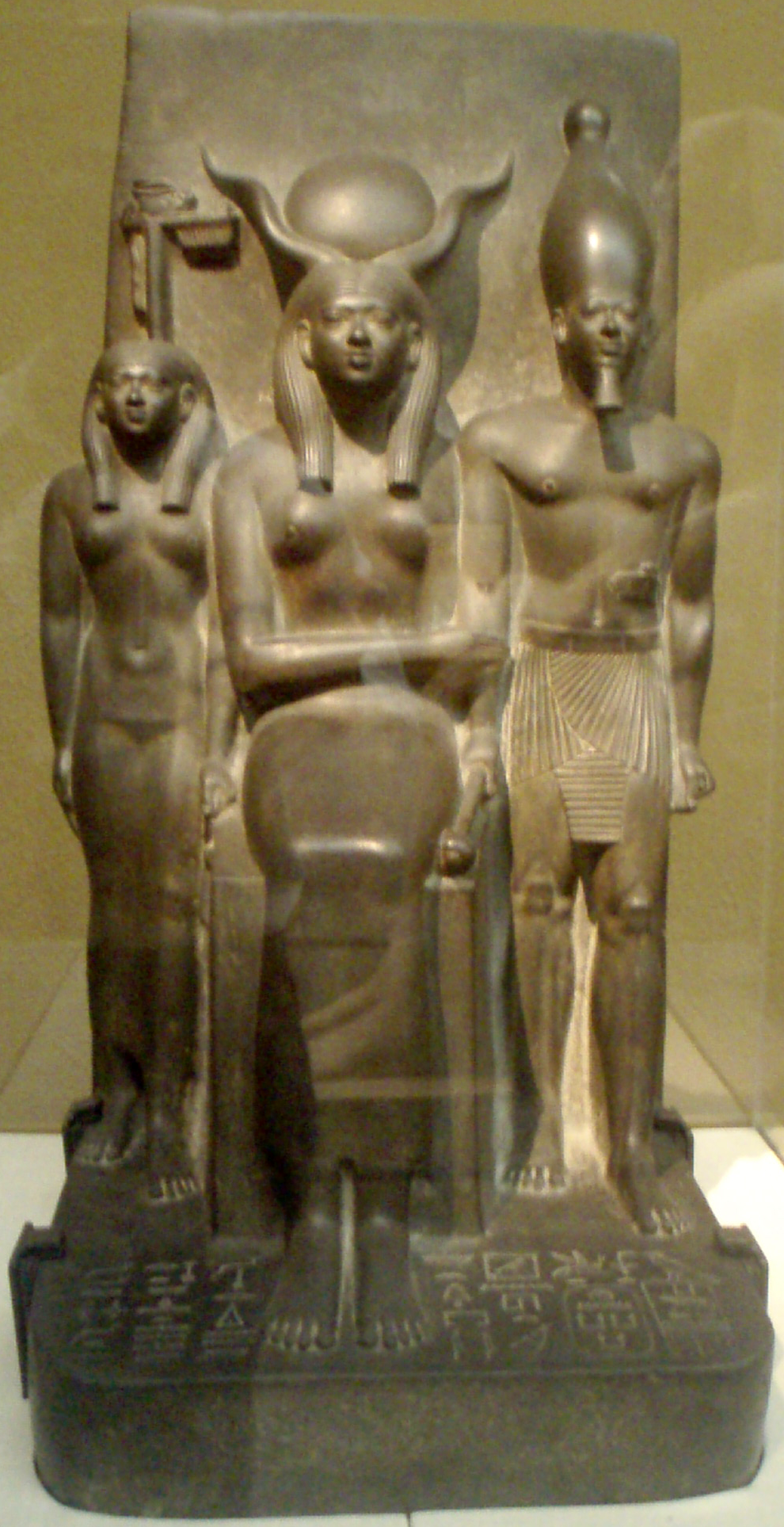
الملك خفرع بجانب المعبودة حتحور (الوسط) والمعبودة بات (يسار) في متحف الفنون الجميلة في بوسطن
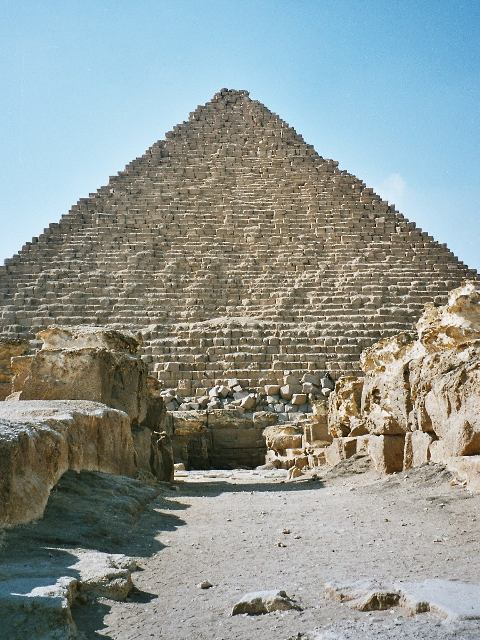
هرم منكاورع بالجيزة.

## وصلات خارجية
- خفرع: رابع فراعنة الأسرة الرابعة